# دراباک
دراباک (به لاتین: Drøbak) یک منطقهٔ مسکونی در نروژ است که در استان آکرشوس واقع شده‌است. دراباک ۱۳٬۴۰۹ نفر جمعیت دارد.

## خواهرخوانده
شهرهای Mitte و بخش آومال خواهرخوانده‌های دراباک هستند.

## نگارخانه

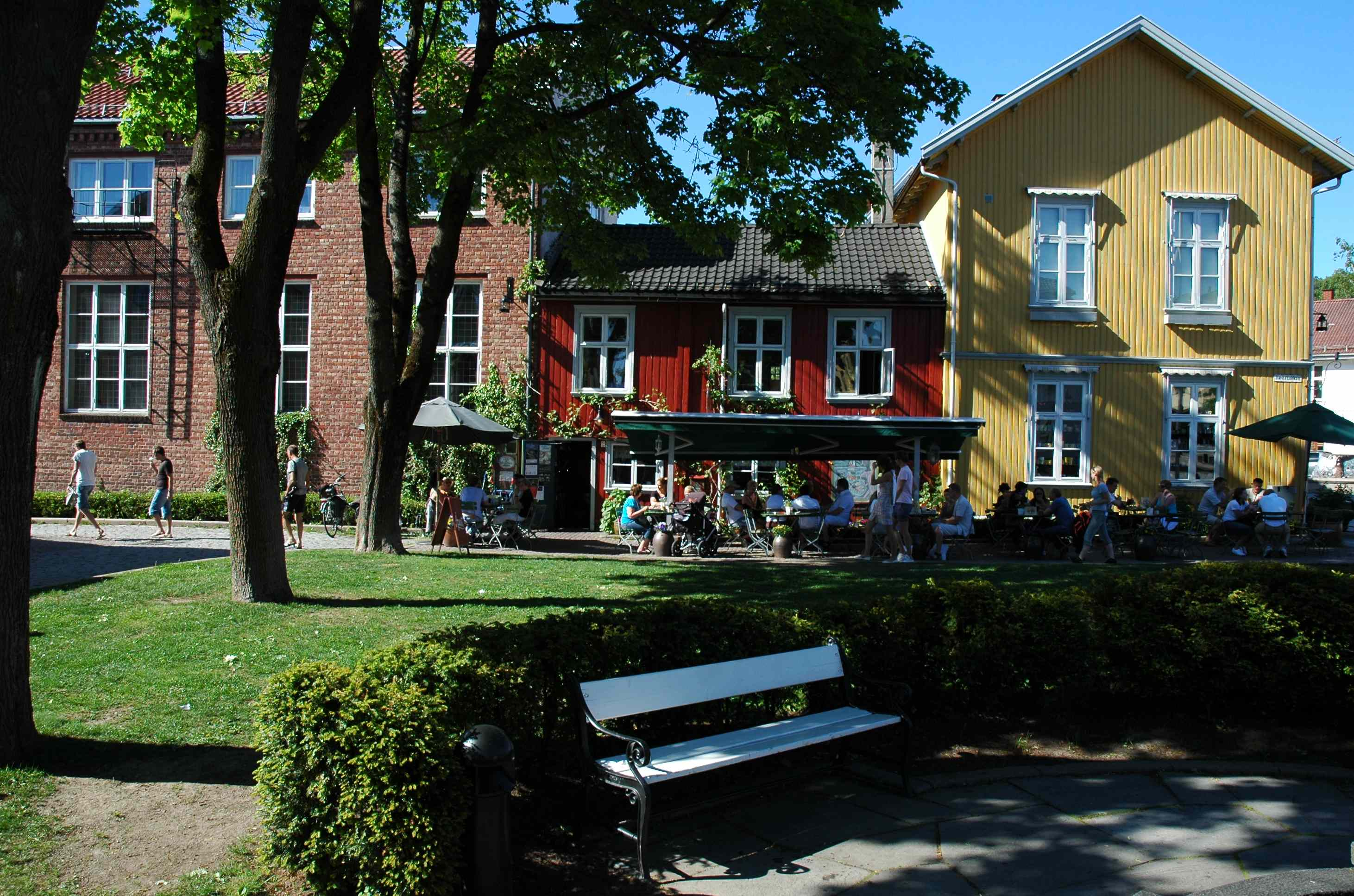
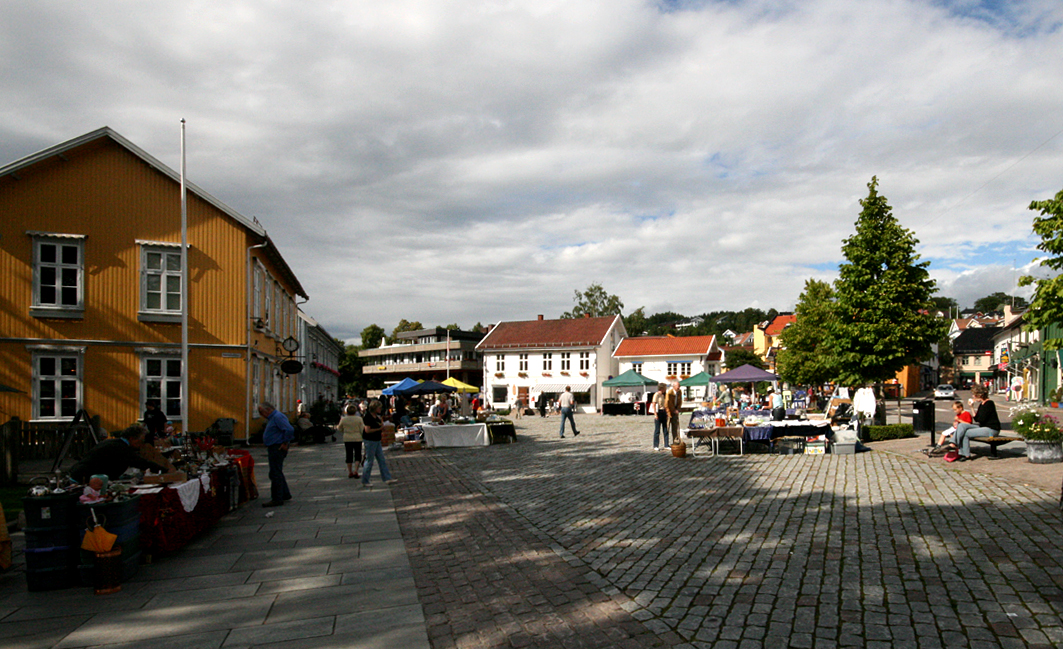